# Arbouans
 Arbouans  es una población y comuna francesa, en la región de Franco Condado, departamento de Doubs, en el distrito de Montbéliard y cantón de Audincourt.

## Demografía
| 1040 | 1019 | 1047 | 942 | 1185 | 1096 |
| Para los censos de 1962 a 1999 la población legal corresponde a la población sin duplicidades (Fuente: INSEE [Consultar]) |      |      |     |      |      |